# Quân chủng Phòng không – Không quân, Quân đội nhân dân Việt Nam
Quân chủng Phòng không – Không quân là một trong ba quân chủng của Quân đội nhân dân Việt Nam trực thuộc Bộ Quốc phòng, Quân chủng có nhiệm vụ chiến đấu bảo vệ không phận, mặt đất và biển đảo Việt Nam; cứu trợ, tìm kiếm cứu nạn và các nhiệm vụ khác .
Quân chủng Phòng không – Không quân đảm nhiệm cả nhiệm vụ của bộ đội phòng không quốc gia và của không quân. Đây là lực lượng nòng cốt quản lý, bảo vệ vùng trời, bảo vệ các mục tiêu trọng điểm quốc gia, bảo vệ nhân dân đồng thời tham gia bảo vệ các vùng biển đảo của Tổ quốc. Lực lượng Phòng không – Không quân có thể độc lập thực hiện nhiệm vụ hoặc tham gia tác chiến trong đội hình quân binh chủng hợp thành. Quân chủng làm tham mưu cho Bộ Quốc phòng chỉ đạo xây dựng lực lượng phòng không lục quân và không quân thuộc các quân chủng, binh chủng, ngành khác. Lực lượng không quân vận tải ngoài nhiệm vụ vận chuyển phục vụ chiến đấu và sẵn sàng chiến đấu còn tham gia các hoạt động cứu trợ thiên tai và phát triển kinh tế.

## Lịch sử hình thành

### Sự ra đời của đơn vị pháo phòng không đầu tiên
- Cho đến tận năm 1950, dù phần nào có những lực lượng mạnh để thực hiện tiến công chiến lược, các đơn vị của Quân đội nhân dân Việt Nam vẫn gần như bất lực trước các hoạt động trinh sát hoặc tấn công từ trên không của người Pháp. Ngày 9 tháng 3 năm 1949, Tổng Tư lệnh Võ Nguyên Giáp ra quyết định thành lập Ban Nghiên cứu Không quân thuộc Bộ Tổng Tham mưu để nghiên cứu các phương pháp chống trả.
- Chỉ đến khi sau Chiến dịch Biên giới thu đông 1950, Quân đội nhân dân Việt Nam bắt đầu có được những viện trợ quý giá từ chính phủ Cộng hòa Nhân dân Trung Hoa, trong đó có những khẩu đội súng phòng không 12,7 mm. Lực lượng Không quân Pháp sau những bất ngờ đầu tiên, vẫn duy trì được ưu thế. Tuy nhiên, không lâu sau, tháng 5 năm 1951, người Việt đã cho thành lập Đại đội 612, đơn vị phòng không đầu tiên sử dụng 4 khẩu 37 mm. Ban Nghiên cứu Không quân được giải thể và hầu hết cán bộ của Ban được chuyển thuộc vào đơn vị phòng không đang được thành lập. Đến đầu năm 1953, họ đã có 8 tiểu đoàn phòng không, với 500 súng máy phòng không 12,7mm và 4 pháo cao xạ 37 mm.
- Ngày 1 tháng 4 năm 1953, Đại tướng Võ Nguyên Giáp, nhân danh Tổng Tư lệnh Quân đội nhân dân Việt Nam đã ký quyết định số 06/QĐ thành lập Trung đoàn Pháo cao xạ 367[4]. Đây là Trung đoàn pháo Cao xạ chủ lực đầu tiên của Quân đội nhân dân Việt Nam. Ban chỉ huy Trung đoàn đầu tiên gồm Lê Văn Tri – Trung đoàn trưởng, Nguyễn Quang Bích – Trung đoàn phó, Đoàn Phụng – Chính ủy, Ngô Từ Vân – Phó chính ủy. Ngày 1 tháng 4 cũng trở thành ngày truyền thống của lực lượng Phòng không Việt Nam.
- Sau 8 tháng huấn luyện tại Trung Quốc, ngày 1 tháng 12 năm 1953, toàn bộ đội hình Trung đoàn cùng khí tài đã về nước và tập kết ở tây bắc thị xã Tuyên Quang. Trong Chiến dịch Điện Biên Phủ, Trung đoàn 367 trong đội hình Đại đoàn Công Pháo 351 đã góp phần không nhỏ vào việc hạn chế sự tấn công từ trên không cũng như việc tiếp tế, chuyển quân của người Pháp.

### Hình thành Bộ Tư lệnh phòng không và Cục Không quân
- Sau chiến thắng Điện Biên Phủ, Đại đoàn Công pháo 351 được giải thể. Bộ Tổng tư lệnh ra Nghị định số 34/NĐA nâng cấp Trung đoàn Phòng không 367 lên thành Đại đoàn pháo cao xạ hỗn hợp 367 trực thuộc Bộ chỉ huy Pháo binh vào ngày 21 tháng 9 năm 1954. Kiện làm Đại đoàn trưởng, Đoàn Phụng làm Chính trị ủy, Lê Văn Tri làm Phó tư lệnh kiêm Tham mưu trưởng. Đại đoàn được biên chế các cơ quan tham mưu, chính trị, cung cấp và ba trung đoàn 681, 685, 689, trang bị pháo 88mm và 40mm. Theo quyết định của Bộ Tổng tham mưu, để giữ bí mật lực lượng, các trung đoàn 681, 685, 689 được gọi là các tiểu đoàn 12, 13, 14[5]. Sau khi được tổ chức và huấn luyện ở Vai Cầy, Thái Nguyên, đêm ngày 16 tháng 12 năm 1955, Đại đoàn 367 hành quân về tiếp quản Hà Nội.
- Bên cạnh đó, ngày 3 tháng 3 năm 1955, Bộ Quốc phòng ra Quyết định số 15/QĐA thành lập Ban nghiên cứu Sân bay trực thuộc Tổng Tham mưu trưởng. Ông Trần Quý Hai, Đại đoàn trưởng Đại đoàn 325, được cử làm Trưởng ban. Ngày này về sau được lấy làm ngày thành lập Không quân Nhân dân Việt Nam. Một năm sau đó, liên tục các đoàn cán bộ, chiến sĩ thuộc Ban nghiên cứu sân bay được cử đi nước ngoài học tập. Ngày 26 tháng 1 năm 1956, Việt Nam tiếp nhận 5 máy bay đầu tiên do Trung Quốc viện trợ gồm 2 Li-2 và 3 Aero 45. Ngày 24 tháng 2 năm 1956, 2 đoàn học viên lái máy bay gồm Đoàn học máy bay tiêm kích MiG-17, gồm 50 học viên, do Phạm Dưng làm Đoàn trưởng và Đoàn học máy bay ném bom Tu-2, gồm 30 học viên, do Đào Đình Luyện làm Đoàn trưởng, học tại Trường Không quân số 2 ở Trường Xuân, Trung Quốc[6]. Trong Đoàn học Tu-2 có sáu học viên dẫn đường trên không (chuyên dẫn đường trên các loại máy bay và trực thăng) đầu tiên là: Đinh Huy Cận, Lê Thế Hưng, Nguyễn Văn Kính, Lê Liên, Lương Nhật Nguyễn và Nguyễn Cảnh Phiên.
- Ngày 21 tháng 3 năm 1958, Trung đoàn radar cảnh giới đầu tiên của Quân đội nhân dân Việt Nam được thành lập với tên gọi Trung đoàn đối không cần vụ 260[7]. Cùng ngày hôm đó, Bộ Quốc phòng cũng ra Nghị định 047/NĐ thành lập Bộ Tư lệnh Phòng không trên cơ sở của Sư đoàn Phòng không 367 và Trung đoàn đối không cần vụ. Trong những năm sau đó, các trung đoàn pháo phòng không được thành lập, trang bị các loại pháo 57 mm và 100 mm. Bên cạnh đó, hàng trăm cán bộ, chiến sĩ được đi học sử dụng vũ khí tên lửa phòng không tại các trung tâm huấn luyện quân sự của Liên Xô ở Leningrad, Kiev, Odessa, Minsk... để chuẩn bị cho việc hình thành các đơn vị tên lửa phòng không sau này.
- Ngày 24 tháng 1 năm 1959, Bộ Quốc phòng ra nghị định thành lập Cục Không quân trực thuộc Bộ Tổng Tham mưu trên cơ sở hợp nhất các tổ chức và lực lượng của Ban Nghiên cứu sân bay và Cục Hàng không dân dụng Việt Nam. Đại tá Đặng Tính được bổ nhiệm làm Cục trưởng, Thượng tá Hoàng Thế Thiện làm Chính ủy, Trung tá Hoàng Ngọc Diêu làm Tham mưu trưởng.
- Sau một năm huấn luyện, ngày 1 tháng 3 năm 1959, Trung đoàn đối không cần vụ 260 bắt đầu phát sóng. Ngày này về sau được lấy làm ngày truyền thống của Bộ đội Ra-da.[8][9]

- Ngày 22 tháng 4 năm 1959, Cục Không quân ra quyết định thành lập Đại đội bay gồm: Ban chỉ huy đại đội, 3 Chủ nhiệm Dẫn đường, Thông tin và Máy (kỹ thuật hàng không); 1 trung đội bay Il-14, 1 trung đội bay Li-2, 1 trung đội bay An-2 và 1 trung đội máy gồm tất cả nhân viên kỹ thuật trên không (cơ giới) và mặt đất của các loại máy bay.
- Ngày 1 tháng 5 năm 1959, Trung đoàn không quân vận tải đầu tiên, Trung đoàn 919, được thành lập. Đến ngày 20 tháng 8, Trung đoàn Huấn luyện không quân 910 cũng được thành lập.[10][11]
- Ngày 1 tháng 5 năm 1960, 6 sĩ quan[12] và một chiến sĩ Lê Thành Chơn được triệu tập về Trường Văn hóa quân đội ở Lạng Sơn để ôn văn hóa và học tiếng Trung Quốc, chuẩn bị để đào tạo sĩ quan dẫn đường (hoa tiêu) trong lực lượng không quân. Cuối năm 1961, toàn bộ các học viên dẫn đường tốt nghiệp và về nước.
- Ngày 30 tháng 5 năm 1963, Trung đoàn không quân tiêm kích 921, mật danh là Đoàn Sao Đỏ, được thành lập tại Trung Quốc, do Trung tá Đào Đình Luyện làm Trung đoàn trưởng, Thiếu tá Đỗ Long làm Chính ủy, Thiếu tá Trần Mạnh làm Trung đoàn phó, Thiếu tá Trần Văn Thọ làm Tham mưu trưởng.[13][14][9]
- Ngày 10 tháng 7 năm 1963, một đơn vị đặc biệt mang phiên hiệu Trung đoàn 228B (trùng tên với trung đoàn cao xạ 228 để giữ bí mật) được thành lập. Về thực chất đây là đơn vị các cán bộ nòng cốt để xây dựng Trung đoàn tên lửa phòng không đầu tiên.

### Thành lập Quân chủng
- Quân chủng Phòng không – Không quân Việt Nam được thành lập ngày 22 tháng 10 năm 1963 trên cơ sở sáp nhập Bộ Tư lệnh Phòng không và Cục Không quân.[9]
- Ngày 7 tháng 1 năm 1965, Bộ Quốc phòng ra quyết định số 03/QĐ-QP thành lập Trung đoàn cao xạ 236 (Đoàn Sông Đà). Thực chất, đây là trung đoàn tên lửa phòng không đầu tiên thuộc Bộ tư lệnh Phòng không – Không quân. Các cán bộ của trung đoàn đều từ đoàn 228B chuyển sang.[9][15][16]
- Ngày 6 tháng 8 năm 1964, trung đoàn tiêm kích 921 trở về nước. Sau 1 năm huấn luyện, ngày 3 tháng 4 năm 1965, trung đoàn xuất kích đánh thắng trận đầu, bắn rơi 2 máy bay F-8 của Hải quân Mỹ. Ngày hôm sau, tiếp tục bắn hạ thêm 2 máy bay F-105 của Không quân Mỹ.
- Ngày 22 tháng 4 năm 1965, lập Trung đoàn tên lửa 238 (Đoàn Hạ Long) được thành lập.[17] Ngày 19 tháng 5 năm 1965, thành lập Bộ Tư lệnh Phòng không Hà Nội (từ tháng 3 năm 1967 đổi là Sư đoàn Phòng không 361) và Bộ Tư lệnh Phòng không Hải Phòng (từ tháng 3 năm 1967 đổi là Sư đoàn Phòng không 363).[18]
- Ngày 20 tháng 7 năm 1965, thành lập Trung đoàn thông tin 26.
- Ngày 4 tháng 8 năm 1965, Trung đoàn Không quân tiêm kích thứ 2 là Trung đoàn 923, mật danh Đoàn Yên Thế, được thành lập, gồm 2 đại đội 17 phi công MiG-17, do Trung tá Nguyễn Phúc Trạch làm Trung đoàn trưởng, Trung tá Nguyễn Ngọc Phiếu làm Chính ủy. Không quân Việt Nam được trang bị thêm một số máy bay MiG-17F có bộ phận tăng lực.[19][20]
- Ngày 13 tháng 11 năm 1965, thành lập Trung đoàn tên lửa 257 (Đoàn Cờ Đỏ). Nay thuộc Sư đoàn Phòng không 361.[21]
- Ngày 29 tháng 4 năm 1966, thành lập Trung đoàn radar 293, thuộc Sư đoàn Phòng không 361.[22]
- Ngày 19 tháng 5 năm 1966, thành lập Trung đoàn Công binh 28, do Nguyễn Phú Cầu làm Trung đoàn trưởng.
- Ngày 30 tháng 5 năm 1966, thành lập 3 trung đoàn tên lửa phòng không 261 (Đoàn Thành Loa), 263, 267, thuộc Bộ Tư lệnh Quân chủng. Nay thuộc Sư đoàn Phòng không 367.[23]
- Ngày 15 tháng 6 năm 1966, thành lập Bộ Tư lệnh Phòng không Quân khu 4.
- Ngày 21 tháng 6 năm 1966, thành lập Sư đoàn Phòng không 367. Tiền thân là trung đoàn pháo cao xạ 367, thành lập ngày 1 tháng 4 năm 1953, chuyển thành Đại đoàn pháo cao xạ 367 ngày 21 tháng 9 năm 1954, trước đây thuộc Bộ Tư lệnh Pháo binh, sau này tách ra đặt dưới sự chỉ đạo của Bộ Tư lệnh Phòng không (1958).[24][25]
- Ngày 23 tháng 6 năm 1966, thành lập Bộ Tư lệnh Phòng không Hà Bắc, đến 16 tháng 3 năm 1967 đổi tên thành Sư đoàn Phòng không 365.[26]
- Ngày 23 tháng 3 năm 1967, thành lập các Binh chủng Radar, Tên lửa Phòng không và Không quân.

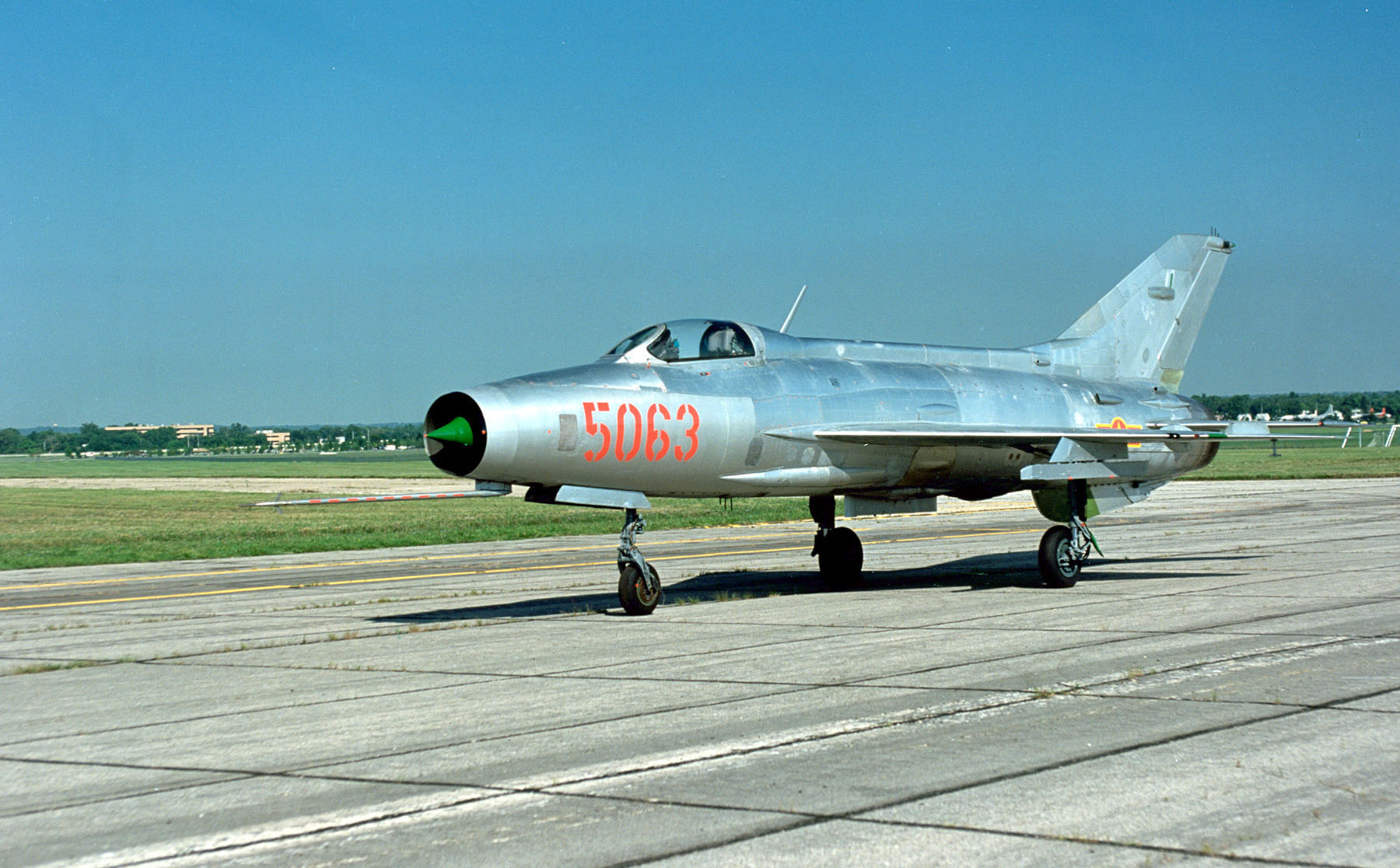
MiG-21 trên đường băng

- Ngày 24 tháng 3 năm 1967, Sư đoàn Không quân Thăng Long (phiên hiệu là Sư đoàn 371) tức Bộ tư lệnh Không quân được thành lập, gồm các trung đoàn 921, 923, 919 và đoàn bay Z. Đây là Sư đoàn Không quân đầu tiên của Quân đội nhân dân Việt Nam.[27]
- Tháng 1 năm 1968, thành lập Sư đoàn Phòng không 375 thuộc Bộ Tư lệnh Quân khu 4.[28]

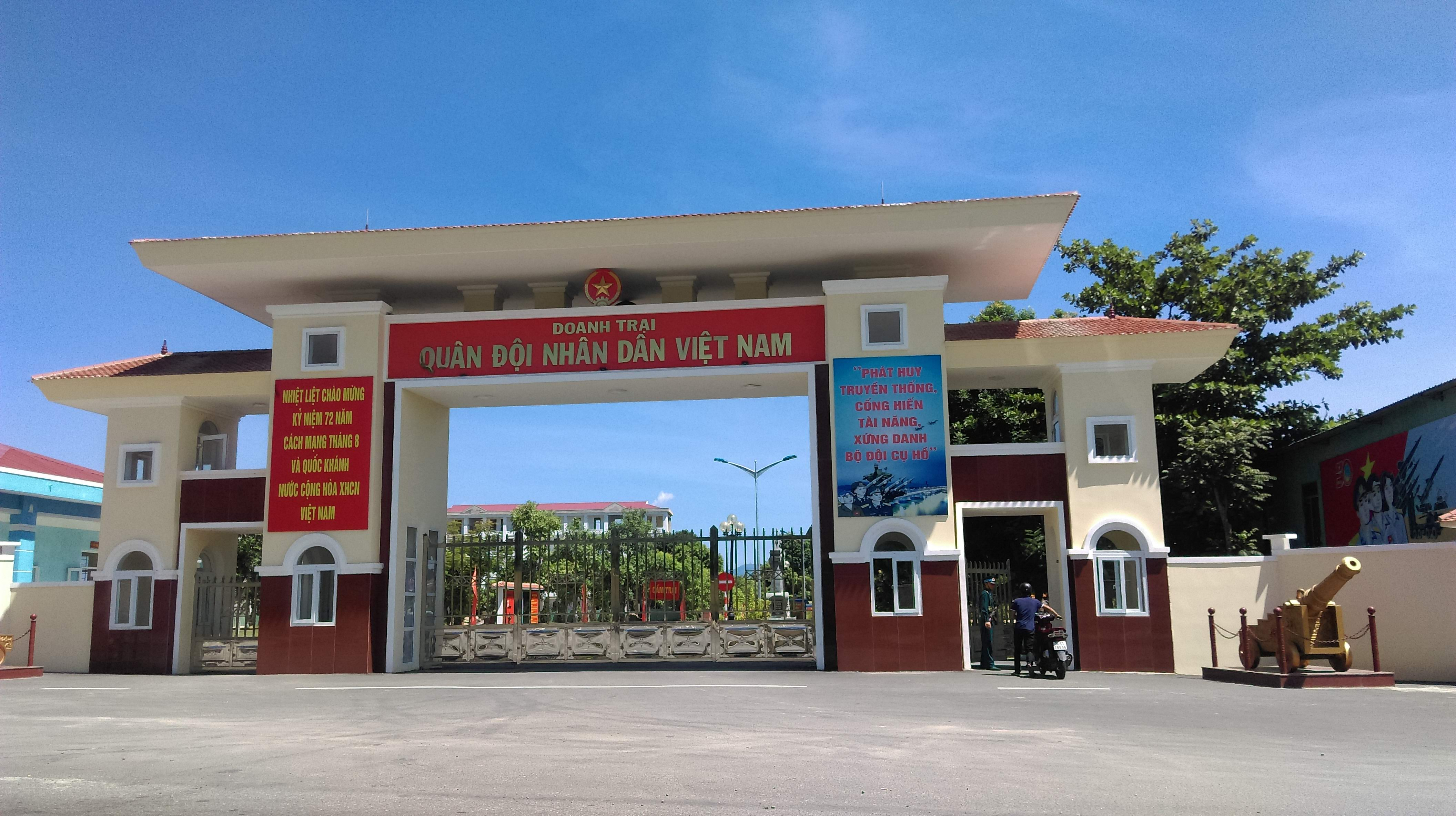
Sư đoàn Phòng không 375, phường Hòa Phát, quận Cẩm Lệ, Đà Nẵng.

- Ngày 27 tháng 5 năm 1968, thành lập Sư đoàn Phòng không 377.[29]
- Tháng 3 năm 1972, thành lập Trung đoàn Không quân thứ 3, Trung đoàn 927 (Đoàn Lam Sơn).[30]
- Ngày 29 tháng 3 năm 1973, thành lập Sư đoàn Phòng không 673 tại Bình – Trị – Thiên, hiện là Lữ đoàn Phòng không 673, trực thuộc Quân đoàn 12.[31]

### Tách – nhập Quân chủng
- Trong thời gian từ 16 tháng 5 năm 1977 đến 3 tháng 3 năm 1999, Quân chủng Phòng không – Không quân tách ra thành hai Quân chủng Phòng không và Không quân riêng biệt. Việc chia tách này do được áp dụng theo mô hình tổ chức lực lượng của Liên Xô, một quốc gia vốn có lãnh thổ rộng lớn và tiềm lực quân sự mạnh, nên bộc lộ không phù hợp với đặc thù Việt Nam, vốn có lãnh thổ nhỏ hẹp và tiềm lực quân sự còn nhỏ. Chính vì vậy, sau khi Liên Xô tan rã, mô hình 2 quân chủng cũng không còn phù hợp, cần tinh giản và gọn nhẹ trong bộ máy quản lý, điều hành. Từ tháng 3 năm 1999, hai Quân chủng lại được sáp nhập trở về Quân chủng Phòng không – Không quân như trước tháng 5 năm 1977.

## Lãnh đạo hiện nay
| Lãnh đạo Quân chủng Phòng Không - Không quân Quân đội Nhân dân Việt Nam \| Tư lệnh Chính ủy Phó Tư lệnh kiêm Tham mưu trưởng Phó Tư lệnh Phó Chính ủy \| Thiếu tướng Vũ Hồng Sơn Trung tướng Trần Ngọc Quyến Thiếu tướng Bùi Đức Hiền Thiếu tướng Bùi Thiên Thau Thiếu tướng Phạm Văn Tính Thiếu tướng Phạm Tuấn Anh Thiếu tướng Vũ Đại Dương Đại tá Nguyễn Huy Tuấn \| | |
| Tư lệnh Chính ủy Phó Tư lệnh kiêm Tham mưu trưởng Phó Tư lệnh Phó Chính ủy | Thiếu tướng Vũ Hồng Sơn Trung tướng Trần Ngọc Quyến Thiếu tướng Bùi Đức Hiền Thiếu tướng Bùi Thiên Thau Thiếu tướng Phạm Văn Tính Thiếu tướng Phạm Tuấn Anh Thiếu tướng Vũ Đại Dương Đại tá Nguyễn Huy Tuấn |

## Tổ chức Đảng
Quân chủng Phòng không – Không quân được tổ chức thành Bộ tư lệnh Quân chủng, các đơn vị chiến đấu; khối bảo đảm; khối nhà trường và các đơn vị kinh tế. Bộ Tư lệnh quân chủng có Tư lệnh và các Phó Tư lệnh; Chính uỷ và Phó Chính uỷ, các cơ quan đảm nhiệm các mặt công tác quân sự; công tác đảng, công tác chính trị; kỹ thuật; hậu cần và các đơn vị trực thuộc. Quân chủng có các sư đoàn không quân, sư đoàn phòng không và một số đơn vị không quân trực thuộc là các đơn vị chiến đấu chủ yếu.
Năm 2006, thực hiện chế độ Chính ủy, Chính trị viên trong Quân đội. Theo đó Đảng bộ trong Quân chủng PK – KQ bao gồm:
- Đảng bộ Quân chủng PK – KQ là cao nhất.
- Đảng bộ các Cục chuyên ngành, Sư đoàn thuộc Quân chủng PK – KQ (tương đương cấp Sư đoàn)
- Đảng bộ các đơn vị cơ sở trực thuộc Cục chuyên ngành, Sư đoàn (tương đương cấp Tiểu đoàn, Trung đoàn)
- Chi bộ các bộ phận thuộc đơn vị cơ sở (tương đương cấp Đại đội)

## Tổ chức chính quyền
| #  | Đơn vị | Ngày thành lập                         | Tương đương | Địa chỉ                                                                              | Ghi chú                                                 |
| -- | --- | -------------------------------------- | ----------- | ------------------------------------------------------------------------------------ | ------------------------------------------------------- |
| 1  | Văn phòng Quân chủng | 10 ngày 9 năm 1974 (50 năm, 343 ngày)  | Sư đoàn     | Số 172, Trường Chinh, Hà Nội                                                         |                                                         |
| 2  | Thanh tra Quân chủng |                                        | Sư đoàn     | Số 172, Trường Chinh, Hà Nội                                                         |                                                         |
| 3  | Ủy ban kiểm tra Đảng |                                        | Sư đoàn     | Số 172, Trường Chinh, Hà Nội                                                         |                                                         |
| 4  | Phòng Tài chính |                                        | Sư đoàn     | Số 172, Trường Chinh, Hà Nội                                                         |                                                         |
| 5  | Viện Kiểm sát Quân sự Quân chủng Viện trưởng: Đại tá Phạm Lâm |                                        | Sư đoàn     | Số 172, Trường Chinh, Hà Nội                                                         |                                                         |
| 6  | Phòng Điều tra hình sự Quân chủng Trưởng phòng: Đại tá Phạm Việt Trung Phó trưởng phòng: Trung tá Nguyễn Đăng Hùng                                                              |                                        | Sư đoàn     | Số 9, Lê Trọng Tấn, Hà Nội                                                           |                                                         |
| 7  | Bộ Tham mưu Tham mưu trưởng: Thiếu tướng Bùi Đức Hiền Phó Tham mưu trưởng: - Thiếu tướng Nguyễn Phụng Tuấn - Đại tá Tạ Minh Hưng - Đại tá Vũ Hồng Điệp - Đại tá Trần Mạnh Cường |                                        | Quân đoàn   | Số 172, Trường Chinh, Hà Nội                                                         |                                                         |
| 8  | Cục Chính trị Chủ nhiệm: Thiếu tướng Hoàng Văn Lâu Phó Chủ nhiệm: - Thiếu tướng Ngô Quốc Chung - Đại tá Phạm Chí Thành - Đại tá Nguyễn Hữu Toàn - Đại tá Nguyễn Huy Tuấn        |                                        | Quân đoàn   | Số 172, Trường Chinh, Hà Nội                                                         |                                                         |
| 9  | Cục Hậu cần-Kỹ thuật Cục trưởng: Đại tá Nguyễn Quang Luyến Chính ủy: Đại tá Hoàng Văn Chiến                                                                                     |                                        | Sư đoàn     | Số 172, Trường Chinh, Hà Nội                                                         |                                                         |
| 10 | Cục Phòng không Lục quân |                                        | Quân đoàn   | Số 172, Trường Chinh, Hà Nội                                                         |                                                         |
| 11 | Sư đoàn Phòng không 361 (Đoàn Phòng không Hà Nội) | 19 ngày 5 năm 1965 (60 năm, 92 ngày)   | Sư đoàn     | 63A Lê Văn Lương, Trung Hòa, Cầu Giấy, Hà Nội.                                       | Phụ trách khu vực Hà Nội.                               |
| 12 | Sư đoàn Phòng không 363 (Đoàn Phòng không Hải Phòng) | 19 ngày 5 năm 1965 (60 năm, 92 ngày)   | Sư đoàn     | Trần Nhân Tông, Nam Sơn, Kiến An, Hải Phòng.                                         | Phụ trách khu vực Hải Phòng và vùng Đồng Bằng Sông Hồng |
| 13 | Sư đoàn Phòng không 365 (Đoàn Phòng không Hà Bắc) | 23 ngày 6 năm 1966 (59 năm, 57 ngày)   | Sư đoàn     | Tân Hưng, Lạng Giang, Bắc Giang.                                                     | Phụ trách khu vực Đông Bắc Bộ                           |
| 14 | Sư đoàn Phòng không 367 (Đoàn Phòng không Thành phố Hồ Chí Minh) | 21 ngày 9 năm 1954 (70 năm, 332 ngày)  | Sư đoàn     | 19A Cộng Hòa, Tân Bình, TP.Hồ Chí Minh.                                              | Phụ trách khu vực TP. Hồ Chí Minh và vùng Đông Nam Bộ   |
| 15 | Sư đoàn Phòng không 375 (Đoàn Phòng không Đà Nẵng) | 7 ngày 2 năm 1968 (57 năm, 193 ngày)   | Sư đoàn     | 224 Lê Trọng Tấn, Cẩm Lệ, Đà Nẵng.                                                   | Phụ trách khu vực Đà Nẵng và vùng Trung Trung Bộ        |
| 16 | Sư đoàn Phòng không 377 (Đoàn Phòng không Khánh Hòa) | 27 ngày 5 năm 1968 (57 năm, 84 ngày)   | Sư đoàn     | Đường Trần Nguyên Hãn, Cam Ranh, Khánh Hòa.                                          | Phụ trách khu vực Nam Trung Bộ và Tây Nguyên            |
| 17 | Sư đoàn Không quân 371 (Đoàn Không quân Thăng Long) | 24 ngày 3 năm 1967 (58 năm, 148 ngày)  | Sư đoàn     | Tiên Dược, Sóc Sơn, Hà Nội.                                                          | Phụ trách không phận Bắc Bộ                             |
| 18 | Sư đoàn Không quân 372 (Đoàn Không quân Hải Vân) | 30 ngày 10 năm 1975 (49 năm, 293 ngày) | Sư đoàn     | 81 Duy Tân, Hải Châu,Đà Nẵng.                                                        | Phụ trách không phận Miền Trung và Tây Nguyên           |
| 19 | Sư đoàn Không quân 370 (Đoàn Không quân Biên Hòa) | 30 ngày 10 năm 1975 (49 năm, 293 ngày) | Sư đoàn     | 18D Cộng Hòa, Tân Bình, TP.Hồ Chí Minh.                                              | Phụ trách không phận Nam Bộ                             |
| 20 | Lữ đoàn Không quân 918 (Đoàn Không quân Hồng Hà). |                                        | Lữ đoàn     | Quận Long Biên, TP Hà Nội                                                            |                                                         |
| 21 | Lữ đoàn Công binh 28 (Đoàn Công binh 19/5) |                                        | Lữ đoàn     | Phường Minh Khai, quân Bắc Từ Liêm, TP Hà Nội                                        |                                                         |
| 22 | Lữ đoàn Thông tin 26 |                                        | Lữ đoàn     | 179 Trường Chinh, Thanh Xuân, Hà Nội                                                 |                                                         |
| 23 | Học viện Phòng không - Không quân |                                        | Quân đoàn   | Kim Sơn, Sơn Tây, Hà Nội                                                             |                                                         |
| 24 | Trường Sĩ quan Không quân |                                        | Sư đoàn     | Cổng 3, đường Biệt Thự Nha Trang, Khánh Hòa                                          |                                                         |
| 25 | Trường Cao đẳng Kỹ thuật Phòng không - Không quân |                                        | Lữ đoàn     | Thanh Mai, Thanh Oai, Hà Nội.                                                        |                                                         |
| 26 | Viện Kỹ thuật Phòng không - Không quân |                                        | Sư đoàn     | 166 Hoàng Văn Thái, Thanh Xuân, Hà Nội.                                              |                                                         |
| 27 | Viện Y học Phòng không - Không quân |                                        | Sư đoàn     | 225 Trường Chinh, Khương Thượng, Hà Nội                                              |                                                         |
| 28 | Tổng công ty Xây dựng Công trình Hàng không ACC |                                        | Sư đoàn     | 178, đường Trường Chinh, Đống Đa, Hà Nội 14 đường Lam Sơn, Tân Bình, TP. Hồ Chí Minh |                                                         |
| 29 | Công ty Thiết kế và Tư vấn xây dựng công trình hàng không (ADCC) |                                        | Sư đoàn     | 180 Trường Chinh, Đống Đa, Hà Nội.                                                   |                                                         |

## Chính ủy qua các thời kỳ

### Quân chủng Phòng không (1958–1962)
| Thứ tự | Họ tên     | Cấp bậc | Thời gian đảm nhiệm | Chức vụ cuối cùng | Ghi chú |
| ------ | ---------- | ------- | ------------------- | ----------------- | ------- |
| 1      | Đoàn Phụng | Đại tá  | 1958–1962           |                   |         |

### Quân chủng Phòng không – Không quân (1962–1977)
| Thứ tự | Họ tên                   | Cấp bậc                               | Thời gian đảm nhiệm | Chức vụ cuối cùng                                     | Ghi chú |
| ------ | ------------------------ | ------------------------------------- | ------------------- | ----------------------------------------------------- | ------- |
| 1      | Đặng Tính (1920–1973)    | Đại tá                                | 1962–1971           | Chính ủy Binh đoàn Trường Sơn (1971–1973)             |         |
| 2      | Hoàng Phương (1924–2001) | Thiếu tướng (1974) Trung tướng (1982) | 1971–1977           | Viện trưởng Viện Lịch sử Quân sự Việt Nam (1983–1988) |         |

### Quân chủng Không quân (1977–1999)
| Thứ tự | Họ tên                     | Cấp bậc                                | Thời gian đảm nhiệm | Chức vụ cuối cùng                                         | Ghi chú |
| ------ | -------------------------- | -------------------------------------- | ------------------- | --------------------------------------------------------- | ------- |
| 1      | Đào Đình Luyện (1929–1999) | Trung tướng (1983) Thượng tướng (1988) | 1977–1980           | Tổng Tham mưu trưởng (1991–1995)                          |         |
| 2      | Chu Duy Kính (1930)        | Thiếu tướng (1984) Trung tướng (1989)  | 1980–1987           | Tư lệnh Bộ Tư lệnh Thủ đô(1989–1997)                      |         |
| 3      | Phạm Thanh Ngân (1939)     | Trung tướng (1992) Thượng tướng (1999) | 1987–1989           | Chủ nhiệm Tổng cục Chính trị (1998–2001)                  |         |
| 4      | Phạm Tuân (1947)           | Thiếu tướng (1989) Trung tướng (1999)  | 1989–1996           | Chủ nhiệm Tổng cục Công nghiệp Quốc phòng (2000–2008)     |         |
| 5      | Hán Vĩnh Tưởng (1945)      | Thiếu tướng (1994) Trung tướng (2002)  | 1996–1999           | Phó tư lệnh Chính trị Quân chủng Phòng Không – Không Quân |         |

### Quân chủng Phòng không (1977–1999)
| Thứ tự | Họ tên                    | Cấp bậc                               | Thời gian đảm nhiệm | Chức vụ cuối cùng                                | Ghi chú |
| ------ | ------------------------- | ------------------------------------- | ------------------- | ------------------------------------------------ | ------- |
| 1      | Nguyễn Xuân Mậu (1922)    | Thiếu tướng (1979) Trung tướng (1986) | 1977–1980           | Phó Chủ nhiệm Ủy ban Kiểm tra Quân ủy Trung ương |         |
| 2      | Đinh Phúc Hải (1925–1997) | Thiếu tướng (1985)                    | 1980–1989           | Phó Tư lệnh Chính trị Quân chủng Phòng Không     |         |
| 3      | Vũ Trọng Cảnh (1929–2016) | Thiếu tướng (1984) Trung tướng (1990) | 1989– 1992          | Phó Tư lệnh Chính trị Quân chủng Phòng không     |         |
| 4      | Nguyễn Văn Phiệt (1938)   | Thiếu tướng (1990) Trung tướng (1999) | 1992–1999           | Phó Tư lệnh Chính trị Quân chủng Phòng không     |         |

### Quân chủng Phòng không – Không quân (1999– nay)
| Thứ tự | Họ tên                  | Cấp bậc                                | Thời gian đảm nhiệm | Chức vụ cuối cùng                                       | Ghi chú |
| ------ | ----------------------- | -------------------------------------- | ------------------- | ------------------------------------------------------- | ------- |
| 1      | Nguyễn Văn Phiệt (1938) | Trung tướng (1999)                     | 1999–2001           | Phó Tư lệnh Chính trị Quân chủng Phòng không-Không quân |         |
| 2      | Hán Vĩnh Tưởng (1945)   | Trung tướng (2002)                     | 2001–12/2004        | Chính ủy Quân chủng                                     |         |
| 3      | Nguyễn Mạnh Hải (1948)  | Thiếu tướng (2004)                     | 12/2004–10/2005     | Bí thư Đảng ủy, Phó Tư lệnh Chính trị                   |         |
| 4      | Phương Minh Hòa (1955)  | Trung tướng (2008) Thượng tướng (2015) | 10/2005– 2010       | Phó Chủ nhiệm Tổng cục Chính trị (2015-2016)            |         |
| 5      | Nguyễn Văn Thanh (1956) | Thiếu tướng (2009) Trung tướng (2012)  | 2011 - 2016         |                                                         |         |
| 6      | Lâm Quang Đại (1962)    | Thiếu tướng (2014) Trung tướng (2019)  | 2016 - 2022         |                                                         |         |
| 7      | Trần Ngọc Quyến (1969)  | Trung tướng (2023)                     | 2022 - nay          |                                                         |         |

## Phó Tư lệnh kiêm Tham mưu trưởng qua các thời kỳ
Xem bài: Tham mưu trưởng Quân chủng Phòng không – Không quân

## Phó Tư lệnh qua các thời kỳ
- 1975-1977, Nguyễn Quang Bích, Thiếu tướng (1922)
- 1985-1987, Nguyễn Ngọc Độ, Thiếu tướng (1985)
- 1999-2005, Mai Văn Cương, Thiếu tướng (1998)
- 1999-2007, Vũ Anh Thố, Thiếu tướng (1999)
- 2002-2007, Phạm Phú Thái, Thiếu tướng (1998), Trung tướng (2008), Chánh Thanh tra Bộ Quốc phòng (2008-2010)
- 2005-2007, Trần Việt, Thiếu tướng (1999)
- 2002-2008, Bùi Đăng Phiệt, Thiếu tướng (2003)
- 10.2005-2008, Nguyễn Mạnh Hải, Thiếu tướng (2004)
- 2005-2010, Phạm Ngọc Nguyên (sinh 1949), Thiếu tướng (2006)
- 2008-2011, Trần Văn Thi, Thiếu tướng (1.2008), nguyên Phó Tham mưu trưởng Quân chủng PK-KQ[41]
- 2009-2015, Vi Văn Liên, Thiếu tướng (2009)[42], nguyên Sư đoàn trưởng Sư đoàn 367, Quân chủng PK-KQ
- 2009-2015, Lê Việt Hòe, Thiếu tướng (2009)[43]
- 2011-6.2015, Lê Huy Vịnh, Thiếu tướng (2011), Trung tướng (2015), Tư lệnh Quân chủng PK-KQ[44]
- 2011-2017, Đỗ Minh Tuấn, Thiếu tướng (2011)[45], nguyên Phó Tham mưu trưởng Quân chủng PK-KQ[46]
- 2012-2017, Nguyễn Văn Đảm, Thiếu tướng (2012)[47], nguyên Cục trưởng Cục Kỹ thuật, Quân chủng PK-KQ[48]
- 2015-6.2020, Nguyễn Hữu Chí, Thiếu tướng (2015)[49], nguyên Phó Tham mưu trưởng QC PK-KQ, Sư đoàn trưởng Sư đoàn 365[50][51]
- 2015-4.2023, Bùi Anh Chung, Thiếu tướng (2016), nguyên Sư đoàn trưởng Sư đoàn Không quân 371[52]
- 2015-6.2020, Nguyễn Quang Tuyến, Thiếu tướng (2016), nguyên Sư đoàn trưởng Sư đoàn Phòng Không 361[53]
- 2017-12.2019, Vũ Văn Kha, Thiếu tướng, (2017), nguyên Sư đoàn trưởng Sư đoàn Không quân 370
- 2018-6.2020, Nguyễn Văn Hiền, Thiếu tướng, (2018), nguyên Sư đoàn trưởng Sư đoàn Phòng không 365
- 12.2019-8.2022, Phạm Trường Sơn, Thiếu tướng, (2019), nguyên Sư đoàn trưởng Sư đoàn Phòng không 370 (2014-11.2018)
- 6.2020-nay, Phạm Văn Tính,  Thiếu tướng (2020).nguyên Sư đoàn trưởng Sư đoàn Phòng không 363 (2016-1.2019)
- 12.2021-nay, Bùi Đức Hiền, Đại tá (2020),  nguyên Sư đoàn trưởng Sư đoàn Phòng không 363 (1.2019-12.2021)
- 9.2022-6.2023, Vũ Hồng Sơn, Thiếu tướng (2022), nguyên Sư đoàn trưởng Sư đoàn Không quân 372 (2020-1.2022)
- 07.2023-nay, Bùi Thiên Thau, Đại tá, nguyên Phó Tham mưu trưởng Quân chủng PK-KQ[54]
- 07/2023-nay, Phạm Tuấn Anh, Đại tá, nguyên Phó Tham mưu trưởng Quân chủng PK-KQ

## Phó Chính ủy qua các thời kỳ
- 1966-1977, Nguyễn Xuân Mậu, Trung tướng (1986)
- 2007-2009, Đỗ Ngọc Phụ (sinh 1948), Thiếu tướng (2006)[55]
- 2009-6.2015, Nguyễn Kim Cách, Thiếu tướng (2009)[56]
- 6.2015-2016, Lâm Quang Đại, Thiếu tướng (2013)[57], sau là Chính ủy Quân chủng PKKQ
- 2016-01.2018, Hồ Văn Đức, Thiếu tướng (2016), nguyên Chính ủy Sư đoàn Phòng Không 363[58]
- 2018-2025, Bùi Tố Việt, Thiếu tướng (2018), nguyên Phó Chủ nhiệm Chính trị Quân chủng PKKQ

## Các tướng lĩnh khác
- Phạm Liêm, Thiếu tướng (1985), nguyên Cục phó Cục Chính trị, QCPK-KQ
- Trần Nam Xuân, Thiếu tướng (2007), Giáo sư, Tiến sỹ Khoa học quân sự, nguyên Giám đốc Học viện PK - KQ
- Lê Văn Ngọc, Thiếu tướng, Phó Tham mưu trưởng Quân chủng PK-KQ
- Nguyễn Đức Côn, Thiếu tướng (2005) nguyên Phó Cục trưởng Cục Chính trị Quân chủng PK-KQ
- Phạm Thanh Liêm, Thiếu tướng, nguyên Cục trưởng Cục Chính trị Quân chủng PK-KQ[59](2013-2017(
- Nguyễn Viết Xuân, Thiếu tướng (2013), Phó Cục trưởng Cục Chính trị Quân chủng PK-KQ[60], hiện là Phó Chính ủy Tổng cục CNQP
- Phan Thanh Giảng, Thiếu tướng, Phó Cục trưởng Cục Chính trị Quân chủng PK-KQ[61]
- Trần Ngọc Quyến, Thiếu tướng, Cục trưởng Cục Chính trị Quân chủng PK-KQ (2017 - nay)
- Bùi Duy Hùng, Thiếu tướng, Chính ủy Cục Kỹ thuật Quân chủng PK-KQ, hiện là Ủy viên chuyên trách Ủy ban Kiểm tra QUTW

## Thành tích
- Giải thưởng Hồ Chí Minh về Khoa học Công nghệ cho Đề tài Chống nhiễu của máy bay Mỹ.
- Anh hùng Lực lượng Vũ trang năm 2010.
- Huân chương Sao vàng (2013)[62]

## Quân hàm Phòng không không quân
Theo Luật Sĩ quan Quân đội nhân dân Việt Nam năm 2014 quy định chức vụ Phòng không không quân như sauː
- Tư lệnh và Chính ủy trần quân hàm Trung tướng.
- Phó Tư lệnh và Tham mưu trưởng trần quân hàm Thiếu tướng không quá 5 người.
- Phó Chính ủy và Chủ nhiệm Chính trị trần quân hàm Thiếu tướng không quá 1 người.
- Phó Tham mưu trưởng là Bí thư hoặc Phó bí thư Đảng ủy Bộ Tham mưu trần quân hàm Thiếu tướng không quá 1 người.
- Phó Chủ nhiệm Chính trị là Bí thư hoặc Phó bí thư Đảng ủy Cục Chính trị trần quân hàm Thiếu tướng không quá 1 người.
- Các chức vụ khác trần quân hàm là Đại tá.
- Quân hàm Thượng tướng PKKQ chỉ sử dụng cho quân nhân giữ chức vụ Thứ trưởng Bộ Quốc Phòng, Phó Tổng tham mưu trưởng, Phó chủ nhiệm Tổng cục Chính trị kiêm tư lệnh hoặc Chính ủy Quân chủng.

|                       | Sĩ quan      | Sĩ quan     | Sĩ quan     | Sĩ quan | Sĩ quan   | Sĩ quan  | Sĩ quan  | Sĩ quan | Sĩ quan   | Sĩ quan  | Sĩ quan  |
| Cấp Tướng             | Cấp Tướng    | Cấp Tướng   | Cấp Tá      | Cấp Tá  | Cấp Tá    | Cấp Tá   | Cấp Úy   | Cấp Úy  | Cấp Úy    | Cấp Úy   |          |
| --------------------- | ------------ | ----------- | ----------- | ------- | --------- | -------- | -------- | ------- | --------- | -------- | -------- |
| Cấp hiệu trên cầu vai |              |             |             |         |           |          |          |         |           |          |          |
| Cấp bậc Quân hàm      | Thượng tướng | Trung tướng | Thiếu tướng | Đại tá  | Thượng tá | Trung tá | Thiếu tá | Đại úy  | Thượng úy | Trung úy | Thiếu úy |

|                       | Học viên         | Hạ sĩ quan | Hạ sĩ quan | Hạ sĩ quan | Chiến sĩ  | Chiến sĩ |
| --------------------- | ---------------- | ---------- | ---------- | ---------- | --------- | -------- |
| Cấp hiệu trên cầu vai |                  |            |            |            |           |          |
| Cấp bậc Quân hàm      | Học viên Sĩ quan | Thượng sĩ  | Trung sĩ   | Hạ sĩ      | Binh nhất | Binh nhì |

## Trang bị

### Máy bay
| Ảnh                     | Chủng loại                  | Nguồn gốc         | Loại                                              | Phiên bản          | Số lượng hoạt động | Chú thích |
| Máy bay tiêm kích       | Máy bay tiêm kích           | Máy bay tiêm kích | Máy bay tiêm kích                                 | Máy bay tiêm kích  | Máy bay tiêm kích  | Máy bay tiêm kích |
| ----------------------- | --------------------------- | ----------------- | ------------------------------------------------- | ------------------ | ------------------ | --- |
|                         | Sukhoi Su-30MK2             | Nga               | Máy bay tiêm kích đa chức năng                    | Su-30MK2           | 35                 | Một chiếc Su-30MK2 số hiệu 8585 đã rơi ngày 14/6/2016 khi đang bay huấn luyện nhiệm vụ chặn kích trên biển, 1 phi công thiệt mạng, 1 phi công an toàn. Toàn bộ được nâng cấp và kéo dài tuổi thọ tại nhà máy A32. |
|                         | Sukhoi Su-27                | Liên Xô           | Máy bay tiêm kích                                 | Su-27SK Su-27UBK   | 10                 | 1 chiếc bị hư khung thân hiện đang được dùng làm học cụ |
| Máy bay cường kích      |                             |                   |                                                   |                    |                    | |
|                         | Sukhoi Su-22                | Liên Xô           | Máy bay cường kích                                | Su-22UM3KSu-22M4   | 36                 | |
| Máy bay huấn luyện      |                             |                   |                                                   |                    |                    | |
|                         | Aero L-39 Albatros          | Tiệp Khắc Séc     | Máy bay phản lực huấn luyện                       | L-39C L39NG        | 24 12              | |
|                         | Yakovlev Yak-130            | Nga               | Máy bay phản lực (huấn luyện)                     | Yak-130            | 12                 | Một chiếc rơi vào tháng 11/2024. |
|                         | Yakovlev Yak-52             | Liên Xô           | Máy bay cánh quạt (huấn luyện)                    | Yak-52             | 36                 | Được sử dụng làm máy bay huấn luyện cơ bản. |
| không khung             | Beechcraft T-6 Texan II     | Hoa Kỳ            | Máy bay cánh quạt ( huấn luyện)                   | T-6A Texan II      | 12                 | Đã đặt mua Bàn giao đợt 1 vào tháng 12/2024 |
| Máy bay vận tải         |                             |                   |                                                   |                    |                    | |
|                         | An-2 Colt                   | Liên Xô           | Máy bay vận tải cánh quạt sử dụng đường băng ngắn | An-2               | 8                  | Hiện chỉ được dùng do thám, chụp ảnh, phục vụ chống bão, thiên tai |
|                         | CASA CN-295                 | Tây Ban Nha       | Máy bay vận tải                                   | CN-295             | 3                  | Chiếc cuối cùng đã được Airbus chuyển giao tới Việt Nam vào đầu tháng 5 năm 2015. |
|                         | CASA C-212 Aviocar          | Tây Ban Nha       | Máy bay vận tải hạng trung                        | NC-212i            | 3                  | |
| Trực thăng              |                             |                   |                                                   |                    |                    | |
|                         | Mil Mi-8                    | Liên Xô           | Trực thăng đa chức năng                           | Mi-8T Mi-8P Mi-8MT | ~80                | [ 72 ] |
|                         | Mil Mi-17                   | Liên Xô           | Trực thăng đa chức năng                           | Mi-171 Mi-171      | ~45                | Mi 17SH: vũ trang chiến đấu, Mi-172: vận tải, đổ bộ. |
|                         | Eurocopter AS365 Dauphin    | Pháp              | Trực thăng đa chức năng                           | Eurocopter EC155   |                    | Sử dụng bởi Tổng công ty Trực thăng Việt Nam trong đa nhiệm vụ. |
|                         | Eurocopter EC225 Super Puma | Liên minh châu Âu | Trực thăng đa chức năng                           | Eurocopter EC225   |                    | Sử dụng bởi Tổng công ty Trực thăng Việt Nam trong đa nhiệm vụ. |
|                         | Eurocopter AS332 Super Puma | Liên minh châu Âu | Trực thăng đa chức năng                           |                    |                    | Sử dụng bởi Tổng công ty Trực thăng Việt Nam trong đa nhiệm vụ. |
|                         | AgustaWestland AW189        | Ý                 | Trực thăng đa chức năng                           |                    |                    | Sử dụng bởi Tổng công ty Trực thăng Việt Nam trong đa nhiệm vụ. |
| Máy bay không người lái |                             |                   |                                                   |                    |                    | |
|                         | M-400 UAV                   | Việt Nam          | Máy bay trinh sát không người lái                 |                    |                    | |
|                         | VT Patrol                   | Việt Nam          | Máy bay trinh sát không người lái                 | VT Patrol          |                    | |
|                         | HS-6L                       | Việt Nam          | Máy bay trinh sát không người lái tầm xa          | HS-6L              |                    | |

### Các vũ khí trang bị trên máy bay
| Hình ảnh                                                                                | Chủng loại              | Loại                                      | Phiên bản                     | Số lượng                | Nguồn gốc               | Chi tiết                                                                |
| Tên lửa không đối không                                                                 | Tên lửa không đối không | Tên lửa không đối không                   | Tên lửa không đối không       | Tên lửa không đối không | Tên lửa không đối không | Tên lửa không đối không                                                 |
| --------------------------------------------------------------------------------------- | ----------------------- | ----------------------------------------- | ----------------------------- | ----------------------- | ----------------------- | ----------------------------------------------------------------------- |
|                                                                                         | K-13 (AA-2)             | Tên lửa không đối không                   |                               | 2,550                   | Liên Xô                 | Được mang bởi Su-22M4/UM3K. Hiện có 1000 R-3S, 800 R-3R, và 750 R-13M . |
|                                                                                         | R-60 (AA-8)             | Tên lửa không đối không                   |                               | 400                     | Liên Xô                 | Sử dụng bởi máy bay tiêm kích-bom Su-22M4/UM3K.                         |
|                                                                                         | R-27 (AA-10)            | Tên lửa không đối không                   |                               | 320                     | Nga Ukraina             | Sử dụng bởi các tiêm kích Su-30MK2 và Su-27SK/UBK.                      |
|                                                                                         | R-73 (AA-11)            | Air-to-air missile                        | R-73E                         | 375                     | Russia                  | Used by Su-30MK2, Su-27SK/UBK and Yak-130. Short range missile.         |
|                                                                                         | R-77 (AA-12)            | Air-to-air missile                        | RVV-AE                        |                         | Russia                  |                                                                         |
| Tên lửa không đối đất                                                                   |                         |                                           |                               |                         |                         |                                                                         |
|                                                                                         | Kh-28 (AS-9)            | Tên lửa chống bức xạ                      | Kh-28E                        |                         | Liên Xô                 |                                                                         |
|                                                                                         | Kh-25 (AS-10)           | Tên lửa không đối đấtTên lửa chống bức xạ | Kh-25ML Kh-25TEKh-25MRKh-25MP |                         | Nga                     |                                                                         |
|                                                                                         | Kh-59 (AS-13)           | Tên lửa không đối đất                     |                               | 200                     | Nga                     | [ 77 ]                                                                  |
|                                                                                         | Kh-29 (AS-14)           | Tên lửa không đối đất                     |                               | 100                     | Nga                     | [ 77 ]                                                                  |
|                                                                                         | Kh-31 (AS-17)           | Tên lửa không đối đất                     | Kh-31A Kh-31P                 | 100                     | Nga                     | Kh-31 được mang trên các tiêm kích Su-30MK2.                            |
| Rocket                                                                                  |                         |                                           |                               |                         |                         |                                                                         |
|                                                                                         | Rocket S-5              | Rocket                                    |                               |                         | Liên Xô                 |                                                                         |
|                                                                                         | Rocket S-8              | Rocket                                    |                               |                         | Liên Xô                 |                                                                         |
|                                                                                         | Rocket S-13             | Rocket                                    |                               |                         | Liên Xô                 |                                                                         |
| Bomb                                                                                    |                         |                                           |                               |                         |                         |                                                                         |
|                                                                                         | KAB-500KR               | Bom thông minh dẫn đường quang điện       |                               |                         | Nga                     |                                                                         |
| Корректируемая_авиационная_бомба_КАБ–1500ЛГ-Ф-Э_с_фугасной_боевой_частью_-_МАКС-2009_01 | KAB-1500L               | Bom dẫn đường laser                       |                               |                         | Nga                     |                                                                         |
|                                                                                         | OFAB-100-120            | Bom công dụng chung                       |                               |                         | Liên Xô                 |                                                                         |
|                                                                                         | OFAB-250-270            | Bom công dụng chung                       |                               |                         | Liên Xô                 |                                                                         |

### Pháo phòng không
| Hình ảnh            | Tên             | Chủng loại               | Cỡ đạn     | Phiên bản        | Số lượng | Nguồn gốc                                  | Chi tiết |
| ------------------- | --------------- | ------------------------ | ---------- | ---------------- | -------- | ------------------------------------------ | --- |
|                     | ZU-23-2         | Pháo tự động             | 23×152mmB  | 23mm-2M 23mm-2ML | 12,000   | Liên Xô · Việt Nam · (bảo trì, nâng cấp)   | Phiên bản 23mm-2ML được bổ sung thêm cảm biến quang điện tử, máy đo xa laser và hệ thống kiểm soát hỏa lực. |
|                     | 61-K            | Pháo phòng không         | 37 mm      | Type 55 Type 65  | 12,000   | Liên Xô · Việt Nam · (bảo dưỡng, nâng cấp) | Pháo phòng không 37mm được trang bị cho các đơn vị phòng không tầm thấp của cả lục quân, không quân và dân quân. Đã được hiện đại hóa với việc tự động hóa và bổ sung hệ thống kiểm soát hỏa lực. |
|                     | AZP S-60        | Pháo phòng không         | 57 mm      |                  | 12,000   | Liên Xô · Việt Nam · (bảo dưỡng, nâng cấp) | Pháo phòng không 57 mm. Quân đội đã hiện đại hóa AZP S-60 bằng việc bổ sung hệ thống kiểm soát hỏa lực và radar dẫn bắn, thiết bị trinh sát quang điện tử, hệ thống điều khiển cơ điện tử. Hệ thống mới có thể hoạt động hoàn toàn tự động và điều khiển từ xe điều khiển, với máng nạp đạn tự động không cần pháo thủ nạp đạn. |
| Stalin line - KS-19 | KS-19           | Pháo phòng không         | 100 mm     |                  | 12,000   | Liên Xô                                    | [ 81 ] [ 82 ] |
|                     | ZSU-23-4 Shilka | Pháo phòng không tự hành | ZSU-23-4M1 | 23×152mmB        |          | Liên Xô · Việt Nam · (bảo dưỡng, nâng cấp) | Đã được hiện đại hóa với hệ thống kiểm soát hỏa lực điện tử, camera ảnh nhiệt ngày đêm, máy đo xa laser, radar được nâng cấp, hệ thống treo thủy lực. |

### Tên lửa Phòng không
| Hình ảnh | Tên                | Loại                                                                             | Phiên bản                                     | Số lượng                     | Nguồn gốc                       | Chi tiết |
| -------- | ------------------ | -------------------------------------------------------------------------------- | --------------------------------------------- | ---------------------------- | ------------------------------- | --- |
|          | S-300              | Hệ thống tên lửa đất đối không tầm xa và chống tên lửa đạn đạo                   | S-300PMU1                                     | 12 bệ phóng thuộc 2 hệ thống | Nga · Việt Nam · (nâng cấp)     | Hai hệ thống được mua vào những năm 2000. Đã được nâng cấp hệ thống điện tử tương đương với mẫu S-300PMU2.                                                                              |
|          | SPYDER             | Hệ thống tên lửa đất đôi không tầm trung Hệ thống tên lửa đất đối không tầm thấp | SPYDER-MR SPYDER-SR                           | 10 bệ phóng 20 bệ phóng      | Israel                          | 750 tên lửa với năm hệ thống, mỗi hệ thống gồm 6 bệ phóng . Hiện đang có các dự án để có thể sao chép tên lửa Derby của hệ thống                                                        |
|          | SA-2 Dvina         | Hệ thống tên lửa đất đối không tầm cao                                           | Volga S-75M/M3                                | ~25 bệ phóng                 | Liên Xô · Việt Nam · (nâng cấp) | Tầm bắn ~27 đến 35 km. Toàn bộ đã được nâng cấp lên chuẩn Volga S-75M/M3 và sử dụng tên lửa 5IA23. Các linh kiện điện tử đều có thể được sản xuất và bảo dưỡng nội địa bởi nhà máy A31. |
|          | S-125 Neva/Pechora | Hệ thống tên lửa đất đối không tầm trung                                         | S-125TM Pechora-2TM S-125M Pechora-M S-125-VT | 51 bệ phóng                  | USSR · Việt Nam · (nâng cấp)    | Tầm bắn ~35 km. 30 hệ thống S-125TM Pechora-2TM và 21 hệ thống S-125M Pechora-M đến cuối năm 2024. Hiện đang triển khai bản nâng cấp mới S-125-VT nhằm tăng sức chiến đấu của hệ thống. |
|          | 9K35 Strela-10     | Hệ thống tên lửa đất đối không tầm ngắn                                          |                                               | 20 bệ phóng                  | Liên Xô                         | [ 87 ] |